# King Orry's Grave

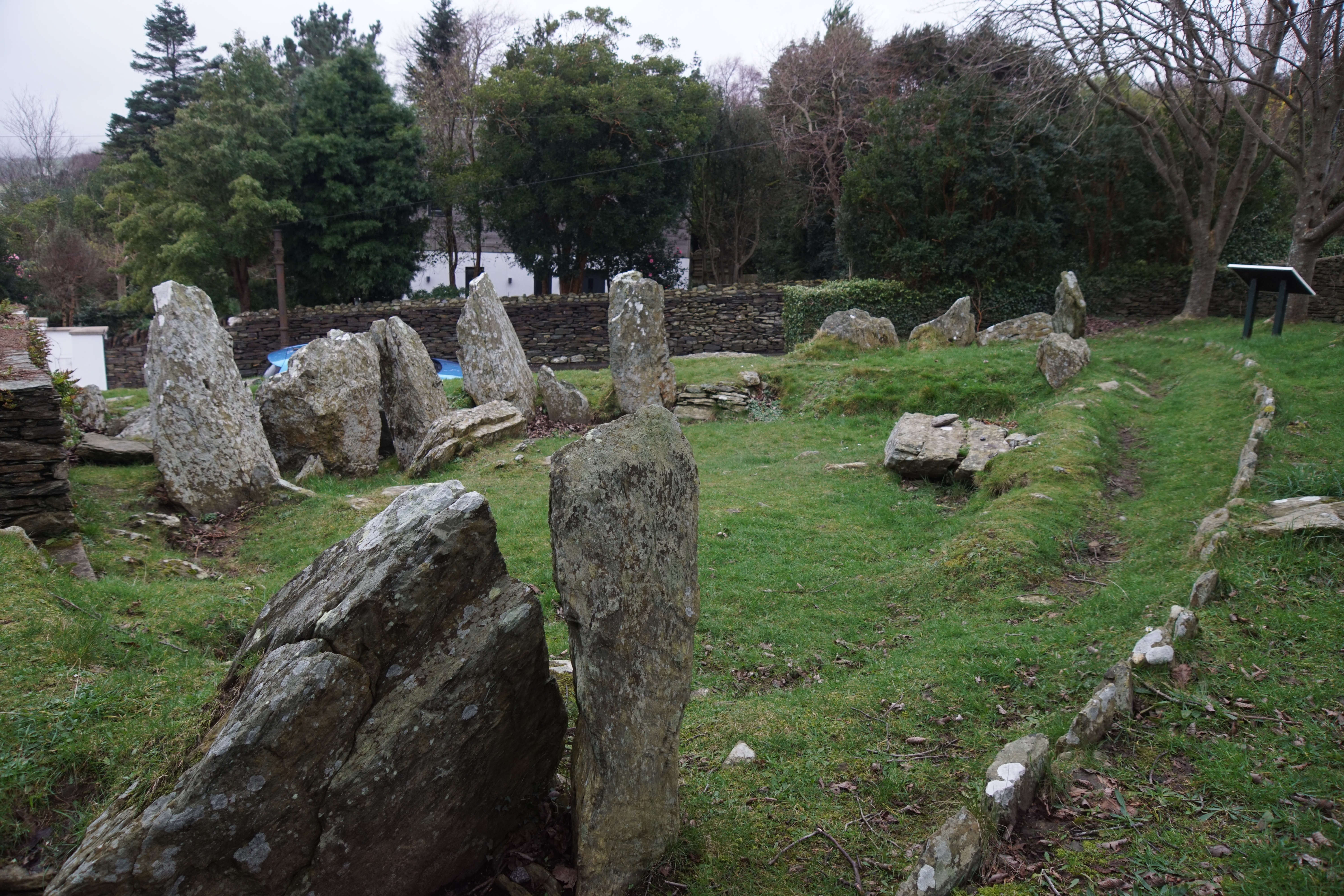
King Orry's Grave (East) vanuit het zuidoosten gezien: links de arcade van stenen die het voorhof vormen met de ingang in het midden. Rechts de kleine stenen die de rand van de grafheuvel aangeven.

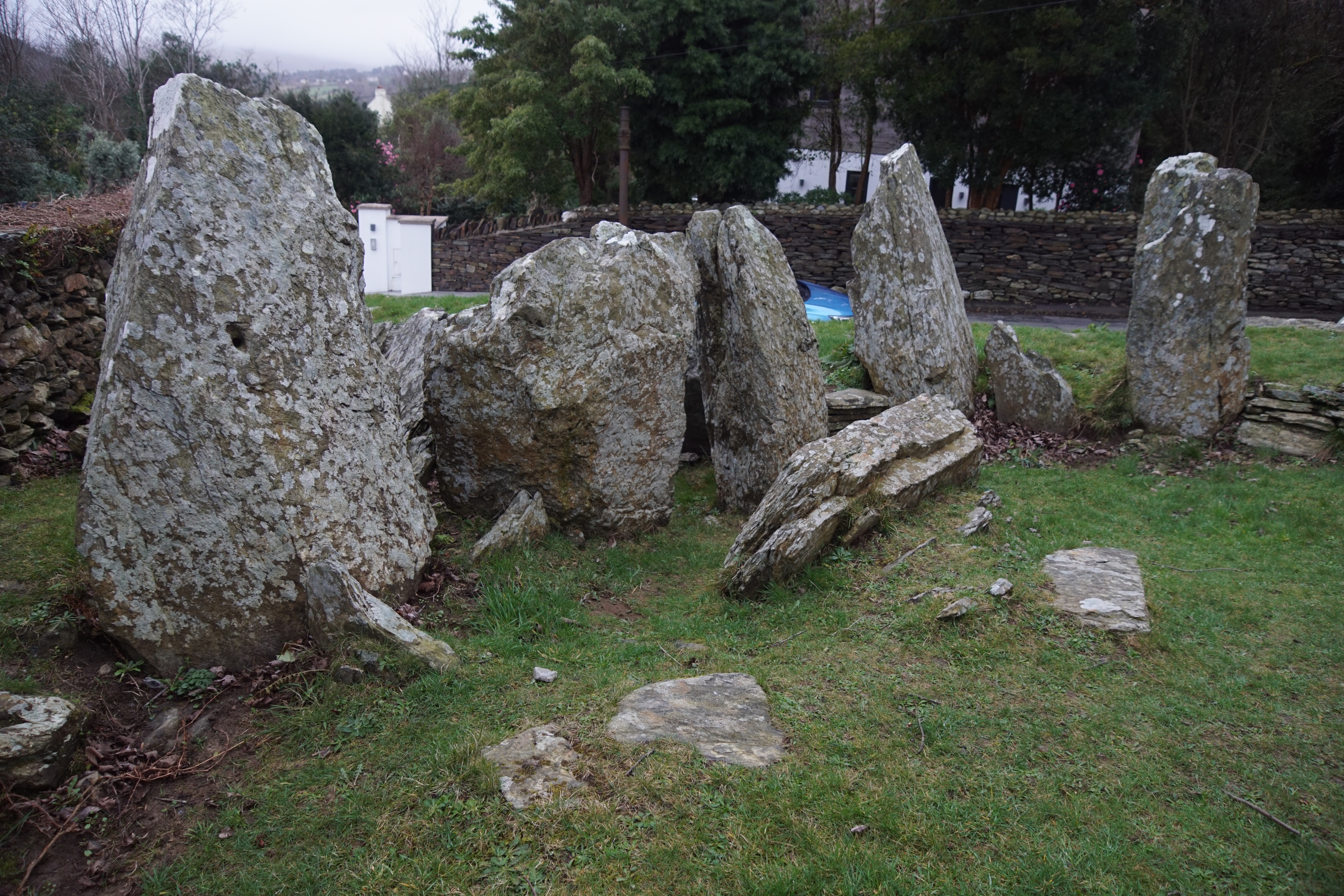
King Orry's Grave (East): De toegang tot de grafkamers. De grote platte steen op de grond was vermoedelijke de latei.

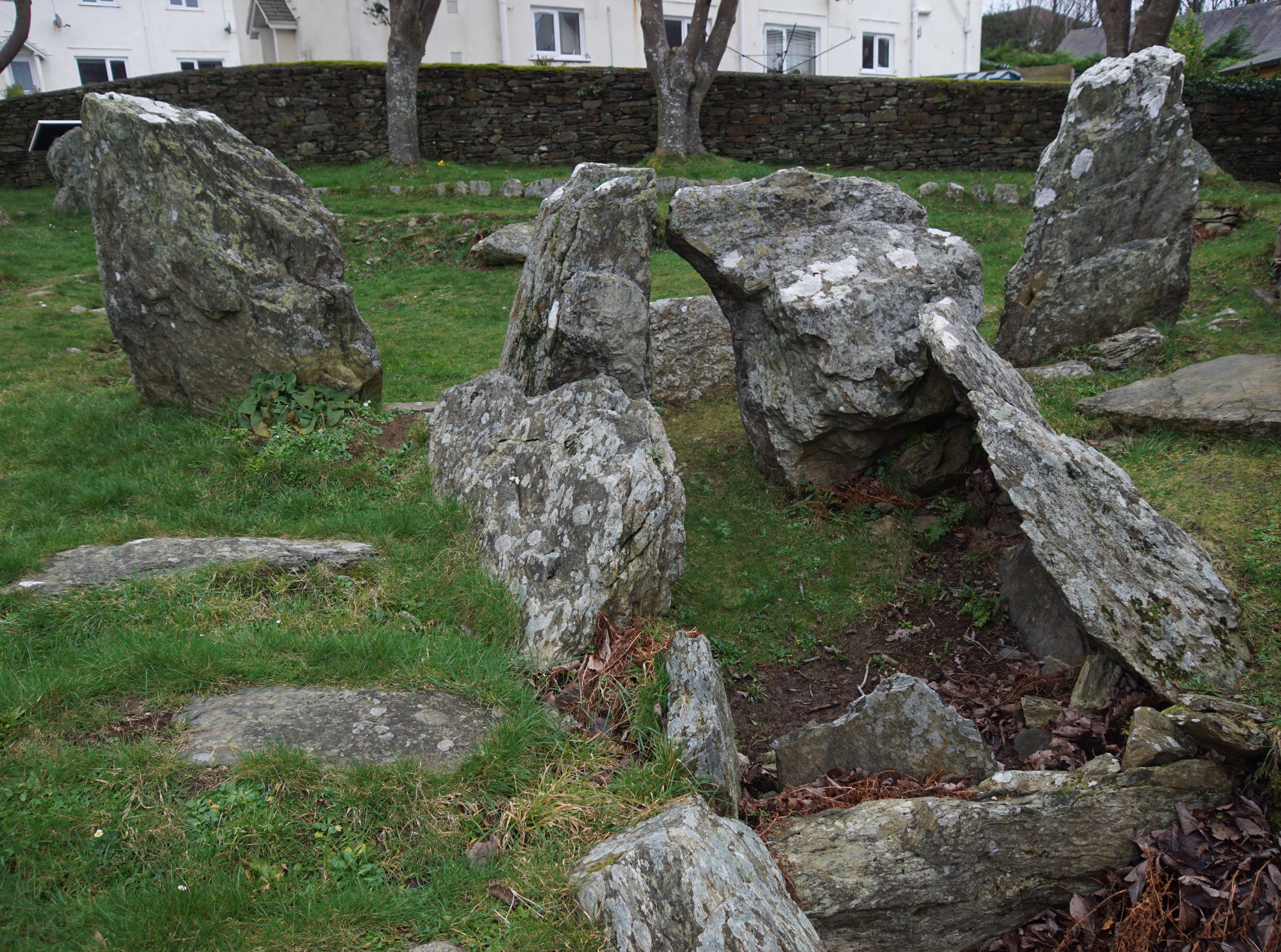
De grafkamers van King Orry's Grave (East) gezien vanuit het zuidwesten.

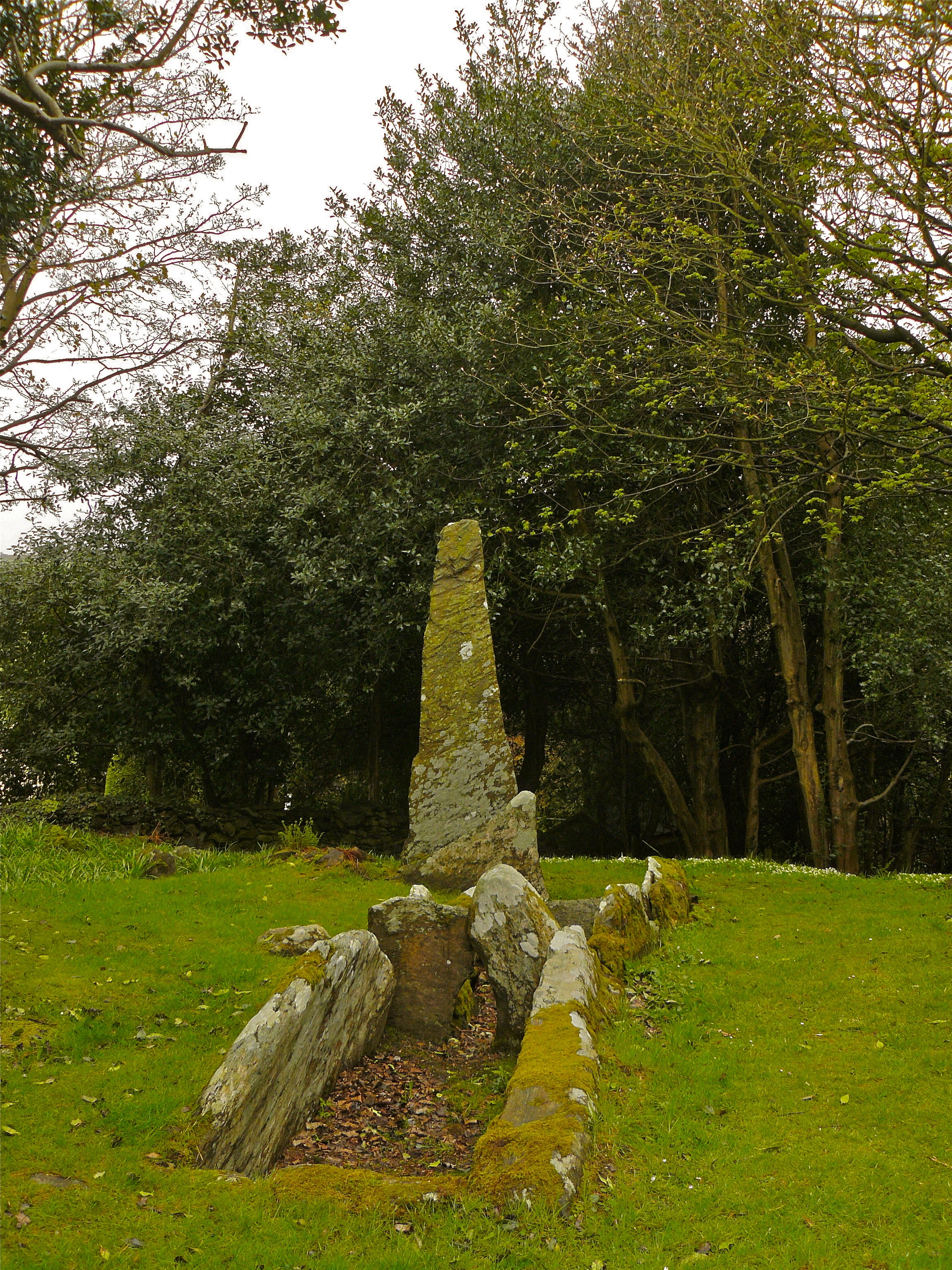
King Orry's Grave (West) vanuit een grafkamer kijkende naar de ingang gemarkeerd door de grote staande steen.

Het King Orry's Grave (Graf van koning Orry) zijn twee neolithische ganggraven gelegen in Laxey in de parish Lonan op het eiland Man.

## Geschiedenis
Het King Orry's Grave dateert uit het neolithicum, 4000 v.Chr. en was rond 3000 v.Chr. nog in gebruik.
In de achttiende eeuw werd het monument de Carn genoemd, de naam King Orry's Grave schijnt als grap te zijn gegeven.
In 1953-1954 werd King Orry's Grave archeologisch onderzocht door Basil Megaw en in 1994 door Davey.

## Beschrijving
King Orry's Grave bestaat uit twee ganggraven die ten westen en ten oosten van de Ballaragh Road in Laxey liggen. Het is een punt van discussie of East en West met elkaar verbonden zijn of los van elkaar gezien moeten worden.

### King Orry's Grave (East)
King Orry's Grave (East) (coördinaten: 54°13'53.1"N 4°23'47.2"W) ligt direct aan de weg. Het ganggraf heeft een trapezoïde vorm, de rand wordt gedefinieerd door lage stenen. Bij de bouw van het huis aan de zuidzijde genaamd Orry's Mound in de negentiende eeuw werd een deel vernietigd. De noordoostelijke kant van het monument is het voorhof, herkenbaar aan de boog met grote stenen. Het voorhof is acht meter bij vijf meter. In het voorhof zijn resten gevonden van vuurtjes, verbrande dierenbotten en vuurstenen werktuigen. In het midden van de boog staan twee grote stenen die naar elkaar toeleunen en die toegang geven tot de twee grafkamers via een nauw portaal. In de eerste kamer werden resten van aardewerk, vuurstenen werktuigen en menselijk bot gevonden. De steen die in het voorhof voor de ingang ligt is hoogstwaarschijnlijk de latei geweest.

### King Orry's Grave (West)
King Orry's Grave (West) (coördinaten: 54°13'52.7"N 4°23'48.2"W) ligt veertig meter ten zuidwesten van King Orry's Grave (East) aan de westzijde van de weg. Het ganggraf ligt vlak bij een diepe spleet waardoor een beekje stroomt dat uitmondt in de Laxey River. De plattegrond van dit ganggraf is in basis gelijk aan dat van het oostelijke ganggraf maar de structuur is moeilijker te onderscheiden. Steenstompen geven de vorm van het voorhof aan. In het midden hiervan staat een grote staande steen van drie meter hoog. Dit is een van de twee stenen die de toegang vormde tot de drie grafkamers. De derde kamer, het dichtst bij het moderne huis, bestaat uit grote stenen en de ingang ervan bestaat uit twee grote stenen die tegen elkaar aanleunen. De twee andere kamers zijn gebouwd van kleinere stenen. Het is aannemelijk dat de derde kamer een origineel ganggraf was dat later is uitgebreid met twee kamers en een voorhof.

## Folklore
Er bestaan een aantal verhalen rond deze neolitische graven. Van King Orry's Grave (West) wordt verteld dat het niet alleen het graf is van de Viking-koning Orry maar ook de plek waar hij werd vermoord. De grote staande steen wordt ook King Orry's Stone genoemd. Ook wordt gezegd dat er hier reuzen zijn begraven.
Van King Orry's Grave (East) wordt verteld dat als je door de ovale opening gaat die gevormd wordt door de twee grote stenen die elkaar raken, je genezen wordt van al je aandoeningen. Van een grote platte steen die in de noordwestelijke hoek van King Orry's Grave (East) ligt werd in de 19e eeuw gedacht dat het een altaar voor mensenoffers was.

## Beheer
King Orry's Grave wordt beheerd door Manx National Heritage.